# Nasser Gemayel
Nasser Gemayel (* 2. Januar 1953 in Aïn-Kharroubé) ist ein libanesischer Priester und emeritierter maronitischer Bischof von Notre-Dame du Liban de Paris.

## Leben
Nasser Gemayel empfing am 30. August 1981 die Priesterweihe.
Papst Benedikt XVI. ernannte ihn am 16. Januar 2012 zum Bischof von Notre-Dame du Liban de Paris und Apostolischen Visitator der Maroniten in Westeuropa und Nordamerika. Der Maronitische Patriarch von Antiochien und des ganzen Orients, Béchara Pierre Raï OMM, spendete ihm am 30. August desselben Jahres die Bischofsweihe; Mitkonsekratoren waren Camille Zaidan, Erzbischof von Antelien, und Samir Mazloum, emeritierter Kurienbischof in Antiochien.
Papst Franziskus bestellte am 9. November 2022 Peter Karam zum Apostolischen Administrator sede plena der Eparchie Notre-Dame du Liban de Paris. Am 29. Mai 2024 nahm Papst Franziskus das vorzeitige Rücktrittsgesuch von Nasser Gemayel an.